# 全球界线层型剖面和点位
全球年代地层单位界线层型剖面和点位（Global Boundary Stratotype Sections and Points，或GSSP）又称为金钉子，是指在全球范围内选取特定的岩层层序的一些特定“点”，作为定义和识别地层界线的世界标准。
“全球年代地层单位界线层型剖面和点位”的建立是经过长期研究、全球对比、国际专家考察、反复讨论协商、由国际各系地层委员会最后投票表决产生，并经国际地层委员会赞同，国际地质科学联合会批准而成立。因此它的确立标志全世界科学家的努力和国际合作的结晶，以及所在国的地层研究水平。

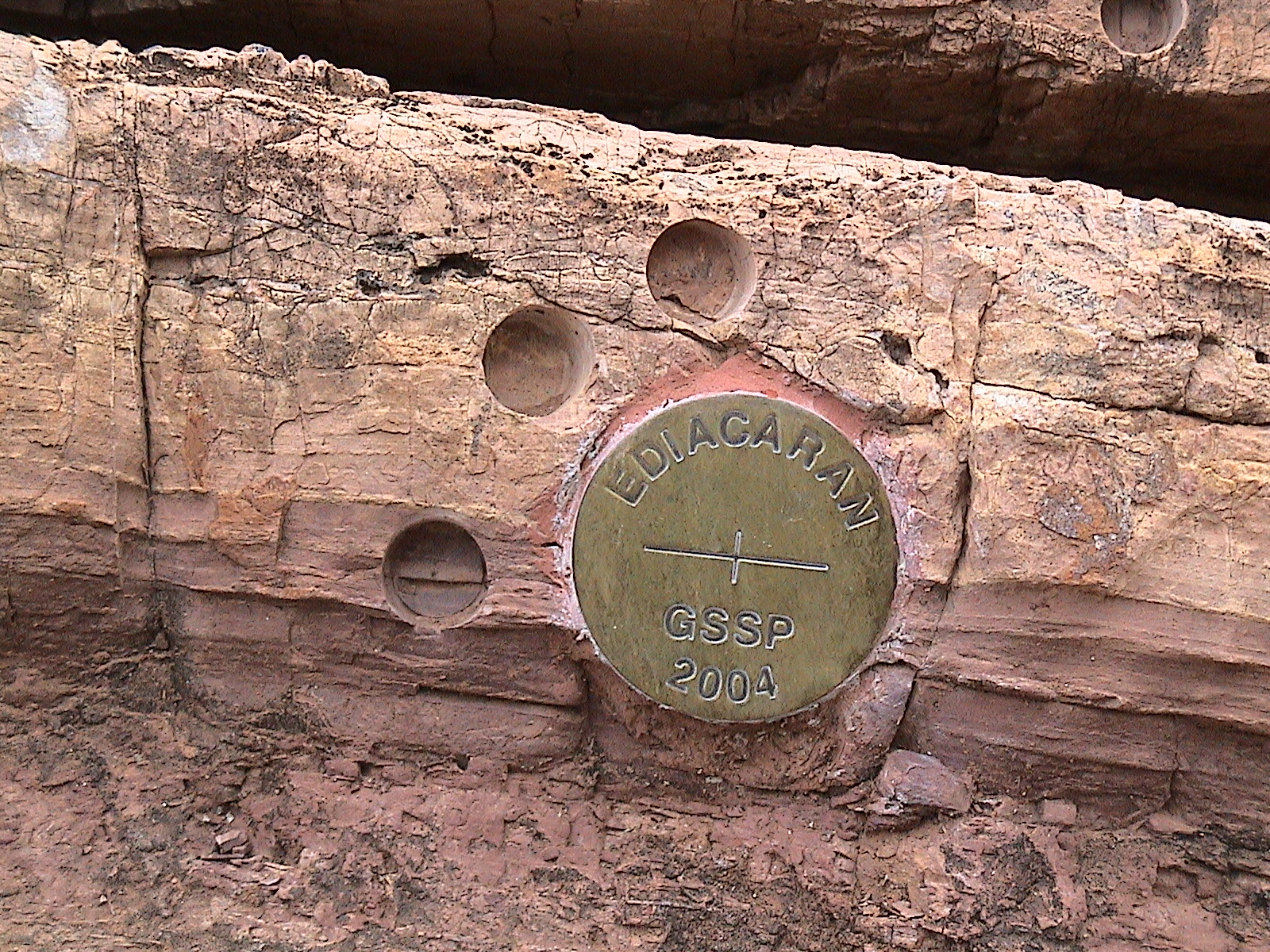
震旦纪的“金钉子”

## 历史
- 1965年国际地层委员会成立后，“金钉子”被正式推广，其定义的核心是以某种具有全球对比意义的标准化石的“首现”作为相关地层划分的标准。
- 1977年于捷克布拉格市附近的克隆可（英语：Klonk）确立了全球第一枚“金钉子”，该点是志留系与泥盆系的界线层型剖面和点。[2]
- 1997年，由中国科学院南京地质古生物研究所陈旭院士率领的国际团队在浙江省常山县黄泥塘确立了中国的第一颗“金钉子”，确立了古生界奥陶系中奥陶统达瑞威尔阶的底界,生物标志为笔石。[3]

## 设立标准
1. 地质条件要求剖面地层出露完好，连续不间断，岩性单一，构造简单。
2. 生物条件要求化石种类丰富，可以进行全球的对比和研究。
3. 交通便利，方便专家自由考察。